# Лололь
Лололь (исп. Lolol) — населённый пункт в Чили. Административный центр одноимённой коммуны. Население — 2 118 человек (2002). Посёлок и коммуна входит в состав провинции Кольчагуа и области Либертадор-Хенераль-Бернардо-О’Хиггинс.
Территория — 597 км². Численность населения — 6 811 жителя (2017). Плотность населения — 11,4 чел./км².

## Расположение
Посёлок расположен в 106 км на юго-запад от административного центра области города Ранкагуа и в 63 км на запад от административного центра провинции  города  Сан-Фернандо.
Коммуна граничит:
- на севере — c коммуной Пуманке
- на востоке — с коммуной  Санта-Крус
- на юго-востоке — c коммуной  Чепика
- на юге — c коммуной Уаланье
- на западе — c коммуной Паредонес

## Демография
Согласно сведениям, собранным в ходе переписи 2017 г  Национальным институтом статистики (INE),  население коммуны составляет:
| Полное население                          | Полное население                          | Полное население                          | Полное население                          | Полное население                          | 6 811 |
| ----------------------------------------- | ----------------------------------------- | ----------------------------------------- | ----------------------------------------- | ----------------------------------------- | ----- |
| в том числе:                              | Городское население                       | 2 429                                     | Процент городского населения, %           | 35,66                                     |       |
|                                           | Сельское население                        | 4 382                                     | Процент сельского населения, %            | 64,34                                     |       |
|                                           | Мужское население                         | 3 471                                     | Процент мужского населения, %             | 50,96                                     |       |
|                                           | Женское население                         | 3 340                                     | Процент женского населения, %             | 49,04                                     |       |
| Плотность населения, чел/км²              | Плотность населения, чел/км²              | Плотность населения, чел/км²              | Плотность населения, чел/км²              | Плотность населения, чел/км²              | 11,4  |
| Население коммуны в % к населению области | Население коммуны в % к населению области | Население коммуны в % к населению области | Население коммуны в % к населению области | Население коммуны в % к населению области | 0,74  |

| Динамика изменения населения коммуны | Динамика изменения населения коммуны | Динамика изменения населения коммуны | Динамика изменения населения коммуны |
| ------------------------------------ | ------------------------------------ | ------------------------------------ | ------------------------------------ |
| 1992                                 | 2002                                 | 2012                                 | 2017                                 |
| 5944                                 | 6191▲                                | 6630▲                                | 6811▲                                |

## Важнейшие населенные пункты
| №         | Населённый пункт      | Населённый пункт (исп.) | Категория | Население чел. (2002) | На карте                        |
| --------- | --------------------- | ----------------------- | --------- | --------------------- | ------------------------------- |
| 1         | Лололь                | Lolol                   | город     | 2118                  | 34°43′50″ ю. ш. 71°39′02″ з. д. |
| 2         | Ла-Кабанья            | La Cabaña               | посёлок   | 434                   | 34°43′27″ ю. ш. 71°34′01″ з. д. |
| 3         | Ла-Вега               | La Vega                 | посёлок   | 321                   | 34°42′10″ ю. ш. 71°41′04″ з. д. |
| 4         | Нилауэ-Альто          | Nilahue Alto            | посёлок   | 264                   | 34°43′02″ ю. ш. 71°46′42″ з. д. |
| 5         | Ринконада-де-Киауэ    | Rinconada de Quiahue    | посёлок   | 234                   | 34°46′18″ ю. ш. 71°40′28″ з. д. |
| 6         | Ла-Асьенда            | La Hacienda             | посёлок   | 217                   | 34°42′39″ ю. ш. 71°35′45″ з. д. |
| 7         | Эль-Мембрильо         | El Membrillo            | посёлок   | 217                   | 34°48′29″ ю. ш. 71°36′39″ з. д. |
| 8         | Лос-Трикауес          | Los Tricahues           | посёлок   | 211                   | 34°50′43″ ю. ш. 71°34′44″ з. д. |
| 9         | Ринкон-де-Лос-Убилья  | Rincón de Los Ubilla    | посёлок   | 172                   | 34°41′36″ ю. ш. 71°36′33″ з. д. |
| 10        | Неркиуэ               | Nerquihue               | посёлок   | 158                   | 34°40′50″ ю. ш. 71°32′12″ з. д. |
| 11        | Вилья-Мануэль-Ларраин | Villa Manuel Larraín    | посёлок   | 145                   | 34°41′38″ ю. ш. 71°39′35″ з. д. |
| 12        | Санта-Тереса-де-Киауэ | Santa Teresa de Quiahue | посёлок   | 135                   | 34°46′47″ ю. ш. 71°44′33″ з. д. |
| 13        | Рангиль-Уно           | Ránguil Uno             | посёлок   | 130                   | 34°50′04″ ю. ш. 71°41′53″ з. д. |
| 14        | Ла-Пунтилья           | La Puntilla             | посёлок   | 95                    | 34°47′54″ ю. ш. 71°39′57″ з. д. |
| Источник. |                       |                         |           |                       |                                 |